# Cosmo's Cosmic Adventure
Cosmo's Cosmic Adventure is een computerspel ontwikkeld en uitgegeven door Apogee Software voor DOS. Het platformspel is uitgekomen in maart 1992.

## Plot
Het verhaal gaat over een buitenaards jongetje genaamd "Cosmo". Cosmo's ouders nemen hem mee naar Disney World voor zijn verjaardag. Een komeet raakt hun schip en dwingt hen om op een onbekende planeet te landen en het schip te repareren. Cosmo gaat op onderzoek uit, maar wanneer hij terugkeert worden zijn ouders vermist. Cosmo ziet grote voetafdrukken en denkt dat zijn ouders gevangen zijn genomen en vertrekt om ze te redden voordat ze worden opgegeten. Er zijn drie hoofdstukken in het spel waarin Cosmo door elk tien levels moet navigeren.

## Gameplay
De speler bestuurt Cosmo, die in elk level de uitgang moet zien te bereiken. Hij kan springen en rennen, en ook op muren klimmen. Zo kan hij hogere niveaus bereiken. Wanneer Cosmo wordt geraakt verliest hij een punt op zijn levensmeter. Wanneer de meter op nul staat verliest hij een leven. Cosmo kan met bommen zijn tegenstanders uitschakelen, maar deze kunnen ook gebruikt worden om een verborgen weg vrij te maken.